# Amnèsia perillosa
Amnèsia perillosa (títol original: Clean Slate) és una pel·lícula estatunidenca dirigida per Mick Jackson, estrenada el 1994 i doblada al català.

## Argument
La síndrome de Korsakoff és un tipus d'amnèsia que esborra tot el que sap una persona quan se'n va a dormir. Tots els dies Maurice, un expolicia reconvertit en detectiu privat, es planteja un nou cas: esbrinar qui és.

## Repartiment
- Dana Carvey: Maurice L. Pogue
- Valeria Golino: Sarah Novak / Beth Holly
- James Earl Jones: John Dolby
- Kevin Pollak: Rosenheim
- Michael Gambon: Cornell
- Michael Murphy: Dr. Doover
- Jayne Brook: Paula
- Vyto Ruginis: Hendrix
- Olivia d'Abo: Judy
- Angela Paton: Shirley Pogue
- Mark Bringleson: Guàrdia 1
- Christopher Meloni: Guàrdia 2
- Timothy Scott: Stanley
- Gailard Sartain: Jutge Block
- Robert Wisdom: Mort

## DVD
- Disponible en DVD Zona 2 espanyola amb el títol "Borrón y cuenta nueva".